# Historia de las armas
La historia de las armas es un vasto campo de estudio y supone un recuento paso a paso de la historia de las armas que han sido inventadas en el transcurso del tiempo. Un arma puede ser definida como una herramienta usada para dañar a un individuo, o un grupo de ellos, así como para amenazar o defenderse.
Además de su empleo en guerras y otras situaciones bélicas, también son usadas para propósitos de caza-recolección, para la preservación de la ley y el orden, la seguridad fronteriza y para cometer un crimen.
Las armas siempre han jugado un rol crucial en la sociedad, moldeando y cambiando el curso de la historia. Han destruido civilizaciones y han creado otras nuevas. En la antigüedad, cuando Egipto estaba en su época de máximo esplendor, los hicsos los invadieron sólo porque tenían armas superiores hechas de hierro. Ellos se adentraron en Egipto usando carros — una innovación táctica y logística con la que amenazaron a los egipcios.
Los antiguos macedonios se colocaron por encima de otras civilizaciones por introducir armas de asedio como las catapultas, así como armas de campo como las picas, empleados con un efecto mortal por la infantería pesada dispuestas en formación de falange. Los romanos subsecuentemente mejoraron la calidad y la tecnología de los equipos de asedio, las armas y armaduras así como las tácticas de combate
La pólvora, un invento chino, fue introducido en el campo de batalla europeo (en las cruzadas),  e introduciendo un nuevo y completo rango de artillería basada en propulsión. Los alemanes, tras su derrota en la Primera Guerra Mundial, comenzaron a inventar nuevos métodos de creación de grados y tipos superiores de armas, tales como aviones de combate, mientras que la Segunda Guerra Mundial en general provocó una guerra armamentística que contribuyó en el desarrollo de la bomba atómica.
El arsenal mundial de armas comenzó en la época prehistórica con simples garrotes, armas de piedra, lanzas de madera. Posteriormente progresó para incluir arcos y flechas, el fuego griego y sofisticada tecnología de hoja, y, todavía más tarde, para abarcar cañones, rifles, ametralladoras,  acorazados,  cohetes — y finalmente armas nucleares. La evolución de estas armas de múltiples tipos nos ayudan a entender la tecnología empleada por nuestros ancestros en diferentes períodos de la historia. Ellos nos dan una idea de cómo el cambio en las presiones sociales y las estructuras políticas influencian el desarrollo de armas de muerte y destrucción cada vez más letales.

## Armas de época prehistórica
Al hombre, desde que hizo su aparición en la tierra, le fue necesario mucho tiempo y adquisición de conocimiento para aprender a cazar animales con efectividad. La mayoría de sus armas eran fabricadas con palos y piedras. Con la creciente amenaza por parte de animal. Comenzaron usando garrotes y hondas para cazar y defenderse de animales carnívoros así como de otros enemigos.
En algunas pinturas rupestres africanas, con una supuesta antigüedad de 8.000 años (6.000 aC), se muestran hombres armados con garrotes y otras armas afiladas que recuerdan a mazas. Las mazas hechas de madera fueron usadas en África durante un largo período de tiempo. Más tarde, los garrotes fueron hechos de metal y llamados mazas. Hasta las hachas de madera, usadas para cortar madera fueron entonces forjadas en metal. Las hachas fueron mayormente usadas en Europa y Asia, mientras que en lugares como Australia o Nueva Zelanda se usaban búmeran, que, sin embargo, no fueron diseñados para regresar después de su lanzamiento. En Asia inicialmente se usaban hondas, pero con el descubrimiento del cobre y el metal comenzaron a usar arcos, flechas y lanzas.
Mientras tanto en China, los bastones fueron usados con efectividad para combatir a los enemigos. Se ataba una piedra al tope del bastón y era usado como arma. Los indios usaban hachas de madera comparativamente más pequeñas en tamaño, más ligeras y fáciles de usar, y la mayoría de estas armas eran usadas para cazar.

### Garrote
Los garrotes fueron armas muy primitivas usadas por los nómadas. Los garrotes fueron, sobre todo, usados en Europa, mientras que en otras tribus se usaban hachas de madera. En la cultura popular la mayoría de los monstruos y gigantes aparecen con garrotes. Este tipo de arma es el más sencillo de manejar. Un garrote es lo suficientemente pequeño para ser cargada con una mano, y pueden varíar en tamaño, grosor y eforma. Las mazas no son más que una versión sofisticada de los garrotes, puesto que éstos son una evolución de los garrotes mejorados mediante el uso de la metalurgia.

### Maza
La maza al principio era una simple vara o garrote con un extremo más corto en el que se engastaba la roca que constituía la parte pesada y contundente. Con el paso de los siglos evolucionó a las típicas armas totalmente metálicas, cuya cabeza de armas disponía de trinchadoras "cuchillas" o "aletas", repartidas geométricamente, a la que se denominó maza de armas por su finalidad militar. Esta cabeza de armas solía estar hecha de materiales más pesados o baratos, como el bronce, plomo o hierro, reforzándose luego con cuchillas aceradas y dando al conjunto formas hexagonales, octogonales, etc.
La maza evoluciona a partir de los tradicionales garrotes. Las mazas tienen bordes cortantes en su extremo y ayudan a los guerreros en combates cuerpo a cuerpo. Las mazas de buena calidad pueden penetrar armaduras e infligir graves daños. Existe una gran variedad de tamaño y formas de maza. Algunas mazas vienen con formas únicas, mango y una bola metálica con púas. Existen viejos textos que mencionan la existencia de tales mazas en períodos muy antiguos. La mazas fueron ampliamente usadas por los celtas y otras tribus norteafricanas. Inicialmente, la piedra fue la materia prima usada en la producción de mazas, pero gradualmente, los herreros comenzaron a usar cobre y bronce para mejorar su calidad. Los griegos fueron uno de los primeros pueblos en producir mazas de alta calidad; en concreto, se dice que los dorios fueron los primeros en usar mazas en Europa. Los dorios tenían una orgullosa tradición militar y dominaron Creta y el sur de Grecia. Los guerreros llegados de Sardinia usaban mazas similares cuando lucharon para Ramsés II contra los hititas. Las historias mitológicas indias del Ramayana y el Mahabharta también hacen mención a personas usando palos de madera con cabezas de bronce, conocidas como gada, en las batallas. Es evidente, a partir de estos hechos, que las mazas fueron usadas en las antiguas guerras indias.
La maza es una de las armas más duras y primitivas que acompañó al hombre desde la primera utilización de herramientas, ya sea en forma de garrotes o de mazas primitivas.
También han existido mazas ceremoniales que se muestran como símbolos de poder. También en la actualidad pueden verse exhibidas en actos académicos o parlamentarios y en rituales cívicos o procesiones.

### Lanza antigua
La lanza es una de las armas más antiguas hechas por el hombre. Se comenzaron a usar en batallas durante el imperio antiguo y medio de Egipto. La lanza tiene una típica hoja puntiaguda unida por una espiga a una larga asta de madera. La hoja puntiaguda entonces era hecha de cobre o pedernal. Más tarde, en el imperio nuevo se hacía esta lanza de bronce y se mejoró su producción. Muchas de estas lanzas fueron usadas como jabalinas, aunque en Egipto el arco y la flecha fue más popular. Las lanzas, sin embargo, se usaban como salvaguarda, a modo de arma auxiliar para los aurigas cuando estos se quedaban sin flechas.

## Armas del mundo antiguo
Las formas más tempranas de armamento fueron las lanzas de piedra con la punta envenenada. 
Hay registros de chinos que usaban armaduras de cuero y 
armas cortas hechas 
de jade. Las armaduras eran mayoritariamente de cuero de búfalo. El hombre común en el mundo antiguo usaba un sencillo palo recto como arma básica de defensa contra los enemigos. En el medievo oriental, la primera persona en construir un mangonel fue Nemrod, el rey de Babilonia.

## Armas del periodo calcolitico
Cuando los humanos descubrieron nuevos recursos naturales bajo la superficie de la tierra y los usaron con inteligencia y efectividad, reemplazaron sus tradicionales garrotes por mazas. El cobre ha contribuido significantemente al mundo antiguo y ha ayudado a que las culturas de Mesopotamia, Egipto, Grecia, Roma, India y China florecieran. El cobre reemplazó a la piedra. El cobre fue el único metal conocido que el hombre usó durante un gran periodo de tiempo. Durante la Edad del Cobre las mazas fueron muy demandadas, siendo la sociedad sumeria la primera en usar armas de cobre según indican los registros. Los nativos americanos usaron cobre para ceremonias y decoraciones complejas mientras que las armas que usaron fueron mayormente lanzas y cuchillos de sílex. Los antiguos artesanos descubrieron pronto los inconvenientes del cobre para producir armamento, puesto que las armas hechas de cobre pueden ser afiladas con facilidad, pero no son capaces de conservar su filo durante mucho tiempo.
Aparte de las mazas, los arcos y flechas, que reemplazaron a las hondas, fueron usadas en la guerra. Los arcos fueron preferidos sobre las espadas puesto que son fáciles de manejar y proveen una mejor movibilidad y mayor seguridad, además de no requerir de mucha materia prima en su construcción. Los arcos y las flechas fueron una bendición para los cazadores, puesto que con ellos podían cazar más efectivamente con un arco y una flecha que con una espada. El arco capacitaba al hombre antiguo para llegar a ser un cazador más eficiente. Después del descubrimiento del cobre puro en Anatolia, sobre el 6000 a. C., la metalurgia del cobre se propagó en Egipto y Mesopotamia, ya en el 3500 a. C., el arte metalúrgico también llegó a India, China y Europa.

### Los sumerios
Los sumerios, conocidos como una de las más tempranas civilizaciones, vivieron en el actual Irak. Su tierra era abierta a ataques enemigos y los sumerios fueron atacados por muchas tribus bárbaras, aunque estos ataques acababan siempre siendo reprimidos. El guerrero sumerio estaba equipado con mazas, garrotes y hondas. Su población estaba disminuyendo y empezaron a desmoronarse, pero el emperador Sargon de Akkad (2333-2279 a. C.), vino al rescate: se cree que él salvó a la civilización sumeria del colapso total. Sobre el 2.300 a. C., Sargón formó un ejército de 5.000 soldados, y puesto que ellos habían domesticado animales, pensaron en usarlos para la guerra, así, los burros fueron empleados para tirar de los   carros. Los sumerios habían desarrollado una estrategia para atacar a los enemigos mientras montaban carros, que podían protegerlos de las armas enemigas y al mismo tiempo derrotar a las tropas hostiles. También usaban arcos y flechas, que probaron ser muy efectivas, como si se trataran misiles guiados de la época antigua.

### Arcos y flechas
Los arcos y la flechas cambiaron con el paso del tiempo. Los arcos estaban hechos de madera. Los arcos revolucionaron la guerra antigua del mismo modo que la pólvora revolucionó la guerra medieval. Desde que se descubrieron puntas de flecha en África, los historiadores han supuesto que los arcos y las flechas fueron inventados sobre el 50.000 a. C. Los arcos fueron totalmente efectivos contra los enemigos que estaban lejos del arquero. Los arqueros eran recutados en los ejércitos. Cuando las sociedades empezaron a usar caballería sobre el 2.500 a. C., se crearon arcos compuestos. En el 1.200 a. C., los hititas, originarios de Anatolia, disparaban flechas usando sus arcos montados en carros ligeros. En el 1.000 a. C., algunos de estos arqueros montados de Asia central inventaron el arco recurvo, que tenía forma de W y mayor elasticidad. Las gentes del Nilo usaron arcos relativamente largos para una mejor exactitud. También usaron arcos compuestos. Todas las civilizaciones del mundo producían arcos de acuerdo a su respectiva vegetación. Los chinos hicieron arcos con ramas de bambú mientras que aquellos que no tenían el correcto tipo de madera necesaria para hacer arcos hicieron arcos compuestos. De acuerdo a las creencias y la mitología china, se cuenta una historia que también se encuentra escrita en viejos textos chinos que dice cómo el arco y la flecha fueron inventados. 

 Una vez, Huangdi salió a cazar armado con un cuchillo de piedra. De repente, un tigre saltó de la maleza. Huangdi trepó a una morera para escapar. Siendo una criatura paciente, el tigré se sentó al pie del árbol para ver qué iba a pasar. Huangdi vio que la madera del árbol era flexible, así que cortó una rama con su cuchillo de piedra para hacer un arco. Entonces vio una vid creciendo en el árbol, y cortó un tramo para hacerle una cuerda. Entonces vio algo de bambú cercano y firme, así que cortó un trozo para hacer una flecha. Con su arco y su flecha, disparó al tigre en el ojo. El tigre se fue y Huangdi escapó.

### Los egipcios
Durante mucho tiempo los egipcios habían disfrutado de su estratégica localización, que los hacía libre de ataques enemigos. Egipto fue considerado pacífico en el mundo antiguo. Ellos nunca consideraron formar una armada para invasiones o defensa de su propia provincia. Pero para su desgracia, una tribu conocida como hicsos sorprendieron a los egipcios. Ellos llegaron a Egipto durante la XV dinastía en el segundo periodo intermedio, con carros, y cogieron al pueblo egipcio por sorpresa. Los invasores usaron arcos compuestos así como arcos recurvos y puntas de flechas desarrollados. De acuerdo a los historiadores, vinieron de Mesopotamia, pero la localización exacta de su procedencia es todavía un misterio. Al contrario que los sumerios, los hicsos montaban sus carros con caballos en vez de usar burros. Llevaban cotas de mallas y cascos de hierro, así como dagas y espadas superiores a las de los egipcios
Los carros fueron introducidos en Egipto por los hicsos. Tribus como la de los hicsos habían accedido a armas nuevas y superiores, probablemente desarrolladas en la Asia lejana. Estas tribus usaban estas nuevas y sofisticadas armas para comenzar a conquistar nuevas tierras y al mismo tiempo intercambiar sus conocimientos en armamento con otras civilizaciones. Los egipcios, después de una guerra civil con los hicsos, recuperaron el poder nuevamente. Los egipcios comenzaron a usar caballos para montar carros. Incluso antes de la invasión hicsa, los egipcios no tenían caballería debido a que creían que los caballos eran pequeños y no tenían la suficiente fuerza para llevar a un jinete.

### Armas navales antiguas
El pescado fue un recurso primario de comida y los egipcios se ganaban la vida condicionados por lo que el río Nilo podía ofrecerles. Los botes de papiro son registrados como los primeros construidos en el Egipto predinástico para propósitos de pesca. La mayoría de los egipcios usaban botes para transportar guerreros. En orden de interceptar un barco extranjero, usaban piedras grandes. Ellos arrojaban piedras grandes en la dirección de los botes enemigos, físicamente o mediante catapultas. Los egipcios trataron con los fenicios sobre el 2200 a. C. Para seguridad de sus barcos ellos fijaron un arco al bote. El imperio nuevo de Egipto reorganizó el ejército de tierra y también se centraron en hacer nuevos y mejores barcos. Durante este periodo, la armada egipcia fue amplia. Los grandes barcos de setenta u ochenta toneladas apropiadas para largos viajes fueron muy comunes. Muchos barcos de carga fueron usados como barcos de guerra. Surcar los mares no era seguro, y en orden de tener buenas relaciones comerciales, construyeron un gran flota y tomaron el control del mar. El templo de Medinet tiene pinturas representando la flota de Ramsés II luchando en el mar. Esta será, probablemente, la primera batalla naval correctamente documentada. Se dice que los fenicios habían desarrollada la primera galera de guerra del mundo antiguo, con un ariete al frente.

### Carros de guerra

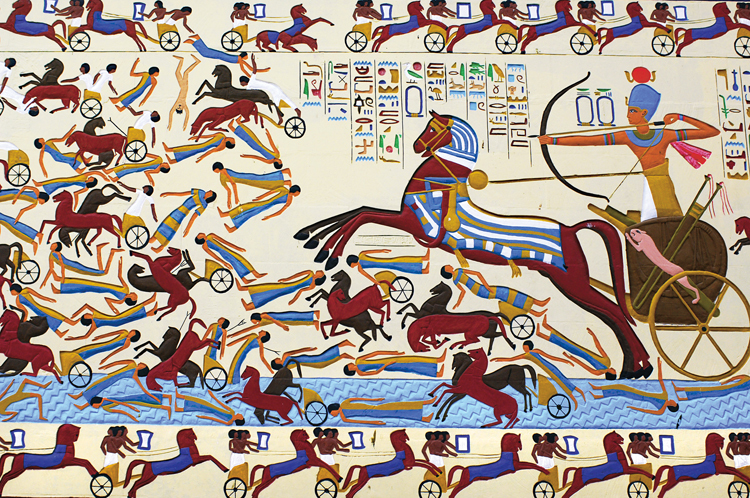
El faraón y su carro derrotando a los Hicsos

Los carros —un modo de transporte— fueron convertidos en armas en la antigüedad. Los hititas usaban carros para estrellarse contra los enemigos. Los egipcios lo usaban para atacar a los enemigos desde la lejanía mediante arcos y lanzas. Estos vehículos primitivos se hicieron primero en Mesopotamia por los sumerios. Estos carruajes de cuatro ruedas eran arrastrados por cuatro burros. El carromato tenía un conductor y un guerrero armado con lanzas o hachas. Algunos historiadores creen que los carros fueron desarrollados originariamente en la estepa euroasiática, en algún lugar cerca de Rusia y Uzbekistán. Después de la introducción del caballo, que se descubrió que era más rápido que los burros, los carros se convirtieron en armas más feroces con la combinación de la velocidad, la fuerza y la movilidad. Los Hicsos introdujeron el carro en Egipto. Estos carros fueron luego modificados en un estilo egipcio. Cambiaron sus partes y las decoraron con símbolos egipcios y pinturas. Sin embargo, en el siglo XV a. C., Tutmosis III hizo 100 carros para expediciones militares. Cada carro llevaba dos hombres, uno conducía y el otro lanzaba flechas. Mucho más tarde, los egipcios cambiaron su estrategia y dividieron los carros en cinco escuadrones con 25 carros con 2 hombres por carro: un conductor y un soldado armado con arcos y flechas, un escudo, una espada y una jabalina. Si se acabasen las flechas, usarían sus espadas como salvaguarda para el combate cuerpo a cuerpo.

### La espada Khopesh
La espada Khopesh, también llamada por los cananeos «espada-hoz» fue usado sobre todo por las tribus bárbaras que vivían cerca de Mesopotamia. Estas tribus las usaron para atacar a los egipcios ocasionalmente. Khopesh fue su principal arma. Estas tribus empezaron luego a comerciar con los egipcios. Los egipcios estuvieron tan impresionados por la forma y el hacer de la espada que decidieron adoptarlo. Ramsés II fue el primer faraón en usar la espada khopesh en la guerra. El ejército de Ramsés II usó la khopesh en la batalla de Khandesh. La khopesh llegó a ser considerada la espada mejor diseñada que podría usarse como hacha, espada o una hoz. Khopesh finalmente llegó a ser la espada más popular en todo Egipto y símbolo de poder real y fuerza. El origen de la espada Khopesh puede ser trazada hasta Mesopotamia. El rey asirio Adad-nirari I (rey en 1307-1275 a. C.) usaba la espada para mostrarla en ceremonias rituales. Tales espadas curvadas podían verse en el arte y pinturas mesopotámicas. Algunas de estas espadas khopesh eran de color negro y venían con una espiga completa. La longitud media de la espada rondaba los 40 a 60 centímetros.

### Tridente
Mientras las hordas bárbaras germanas todavía usaban garrotes y mazas, la civilización griega clásica habían llegado a dominar el arte de hacer espadas. El tridente fue otra popular forma de espada entre los helenos. El tridente es una espada de tres puntas antiguamente usado como herramienta de agricultura. Esta arma fue usada en el este por los indios, llamada Trishul (tres espadas). El tridente fue usada en la antigua Roma por los gladiadores conocidos por ser guerreros en red. Estos guerreros se lanzaban en red sobre sus enemigos y una vez estos estuvieran atrapados e indefensos en la red, usarían el tridente para matarlos o infringirles serios daños. El tridente también es asociado a dioses mitológicos. Poseidón, el dios del mar en la mitología griega tenía un tridente, así como el dios de la roma antigua Neptuno y Shiva, el dios hindú.

## Armas de la Edad del Bronce
El bronce, una fusión de cobre y estaño. El cobre y el bronce fueron usados extensamente en Asia. La civilización del valle del Indo floreció como resultado de una metalurgia improvisada. Las comunidades neolíticas que vivían principalmente en el alto río amarillo, en China también usaron ampliamente elementos de bronce como los recogidos en el yacimientos Majiayao. El bronce fue producido a gran escala en China para armas. A partir de las excavaciones de Zhengzhou, es evidente que los chinos, durante la dinastía Shang tenía muros bien construidos, edificios grandes, fundiciones de bronce, y talleres de hueso y cerámica.

### Imperio Asirio
Los asirios son originarios de Ashur, al norte de Mesopotamia. Después de una destrucción total de la civilización sumeria, los asirios construyeron nuevas ciudades. Los asirios son bien conocidos por su cultura guerrera. Fue el rey de principios del siglo XVIII a. C., Shamshi-Adad I, quién conquistó las tierras del oeste hasta el Mediterráneo y estableciendo el primer imperio asirio.
Los asirios fueron conocidos inicialmente como bárbaros, personas sedientas de sangre. En esto hay algo de cierto según los historiadores. Ellos habían montado escuelas para enseñar el arte del enfrentamiento militar, incluyendo demolición y mining city walls. Los asirios fueron rodeados por tribus hostiles, poderosas y agresivas. Era, por tanto, importante entrenar a su pueblo. El ejército asirio era temido especialmente por sus armas de hierro. Fueron los primeros en usar hierro en sus armas. A diferencia del resto de civilizaciones, los aurigas asirios tenían una tripulación de tres personas. El miembro extra fue añadido para proteger la retaguardia del carro. También fueron los primeros en introducir la caballería y los primeros en desarrollar el arte del asedio con torres de asedio y arietes. La caballería había reemplazado completamente a los carros a finales del siglo VI a. C. Los asirios tenían un ejército muy bien organizado. El rey se colocaba en el centro de un carro, flanqueado por guardaespaldas y el ejército permanente. Los arqueros se posicionaban frente al rey y estaban protegidos por una unidad potente de lanceros y shielded carriers que luchaban en combate cuerpo a cuerpo con los enemigos. Luego estaban los carros pesados y los jinetes, que cargaban sobre las líneas enemigas con una fuerza brutal.

### Los persas

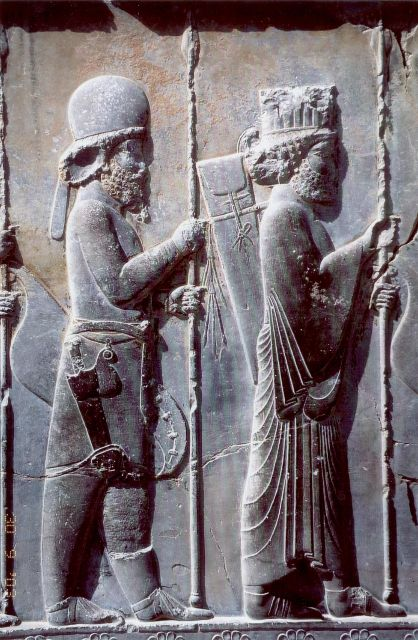
Infantería persa y meda

Cuando Ciro II, también conocido como Ciro el grande, sucedió a su padre Cambises II para llegar a ser emperador de Ashnan, localizado en el suroeste del actual Irán, declaró la guerra al rey Astiages (r 584-c550 a. C.), gobernante de media. Tras derrotarlo, formó su propio imperio, conocido ahora como el imperio Aqueménida. Cirio tomó los pasos necesarios para formar un ejército permanente con el objetivo de expandir lejos su imperio.Ciro II y su bien entrenado ejército conquistó vastos territorios incluyendo Mesopotamia entera y Asia menor. Su hijo, Cambises II continuó el proceso de expansión conquistando Egipto. Darío el Grande —el tercer rey Aquémenida— colocó los límites de su imperio todavía más lejos. Los habitantes que vivían bajo el gobierno de Darío fueron felices, pero estaban a expensas de estar disponibles para campañas militares si fuera necesario. La mayor parte del ejército de Darío consistía de mercenarios y soldados suministrados por varios sátrapas, lo que incluía a la bien entrenada escolta personal de Darío —los inmortales. De acuerdo con Heródoto, eran guerreros de élite que llevaban gorras de fieltro, una túnica bordada con mangas y una rica cota de malla con revestimiento de plata. También llevaban unos brillantes escudos de mimbre y espadas cortas para el combate cuerpo a cuerpo, arcos con flechas de mimbre y espadas. Hay una gran cantidad de textos o fuentes que describen a estos guerreros.

### Armas de la Grecia antigua
La antigua Grecia estaba rodeada de vecinos hostiles como los persas, macedonios, y posteriormente Roma. Los griegos habían adoptado patrones totalmente diferentes de guerra e incluso la forma de sus armas. Habían adoptado un estilo de lucha muy estratégico. Ellos estudiaban sus fortalezas y las debilidades de sus enemigos de acuerdo al desarrollo de sus armas. Después de incesantes amenazas de invasión persa, los griegos se asociaron formando la liga de Delos. Los espartanos estaban listos para asaltos terrestres mientras los atenienses confiaban en su fuerte armada. Percibiendo el poder militar de los atenienses, las ciudades estado y poblados de Asia menor les pidieron entrar a formar parte de la liga. Los atenienses tenían una armada formidable. Ellos producían un aplastante número de acorazados y soldados, y a cambio pedían tributos a los miembros de la liga. Los atenienses habían hecho docenas de buques conocidos como trirremes para defender Grecia. El trirreme era un barco de guerra, muchas veces usado también como un barco de carga. La tripulación consistía en 200 hombres, incluyendo capitán, diez dignatarios que podían haber sido comandantes, muchos arqueros, unos cuantos soldados y 170 remeros. Cuando los persas se encontraron con el ejército griego, los persas los triplicaban en número. El ejército persa consistía en infantería y una excelente caballería. Su táctica fue de naturaleza defensiva debido a que su principal arma era el arco. Los griegos usaban largas lanzas, escudos, cascos y corazas de pecho. Los griegos todavía no tenían caballería. Tan pronto como el ejército persa llegaba al campo de batalla, los griegos ya comenzaron a cargar contra las líneas enemigas arriesgándose a probar las flechas persas. El escudo de los griegos fue tan fuerte que rompieron las lanzas persas, para su sorpresa. Sus largas lanzas de afiladas puntas de hierro sobre un asta de madera y un extremo de bronce les ayudaron a romper las filas enemigas y derrotar al ejército persa. Si se hubieran roto sus lanzas hubieran usado sus espadas para el combate cuerpo a cuerpo. Los antiguos griegos experimentarían muchos cambios en la tecnología de sus armas.

### Los macedonios
Después de evadir el peligro y vencer a los persas en la batalla de Maratón y la batalla de las Termópilas y Artemisa, los griegos se hicieron más cautelosos. Pero pronto estalló una batalla entre Atenas y Esparta, la clásica cultura ateniense fue destruida después de su derrota. Entonces emergió un nuevo poder —La antigua macedonia. El padre de Alejandro Magno, El rey Filipo II de Macedonia unificó las antiguas ciudades estado griegas y formó la Liga de Corinto para luchar contra los persas. El rey Filipo ganó una buena reputación como gran líder militar equipado con armas superiores. Los macedonios habían seguido la tradicional estrategia militar de las ciudades estado griegas, la falange del ejército en formación rectangular que protegía contra pérdidas por parte del enemigo. La infantería macedonia estaba equipada con la sarissa, una lanza de al menos 15 pies de largo con una hoja de hierro en forma de punta de lanza. También tenían una buena caballería. Los ingenieros macedonios habían desarrollado armas pesadas, piezas de artillería, con el poder suficiente como para violar las puertas y muros de una fortificación. La catapulta de torsión también fue desarrollada más tarde. Las armas pesadas como las balistas, y las más pequeñas y más portales armas, manubalista fueron desarrolladas por el rey Filipo II y Alejando Magno.

### Los romanos
Tras el saqueo Galo en el 390 a. C., los romanos se reagruparon y formaron una alianza de las ciudades estado. Ellos desplegaron soldados entrenados a fondo en el noroeste de sus fronteras para proteger roma de más ataques. Finalmente derrotaron a los galos y consiguieron el control total de la península itálica así como el noroeste de Europa. Los romanos nunca usaron armas complejas, en vez de ello, usaran armas de guerra simples e inusuales. Las armaduras y las armas fueron usadas bajo excelente supervisión, grandes líderes y una discliplina que capacitaba a los romanos a crear fuerzas militares superiores, tanto ejércitos regulares como irregulares, incluyendo mercenarios y aliados, y así fueron capaces de conquistar a sus oponentes.
Los soldados romanos se dividían en dos grupos, legionarios y auxiliares. Los legionarios fueron ciudadanos romanos mientras que los auxiliares fueron reclutados de tribus y aliados de Roma. El ejército romano usó eficientemente sus armas durante la invasión de Inglaterra. Ellos presentaron un batallón que nunca antes se había visto en el mundo antiguo, y con el uso eficiente de sus armas derrotaron a los bretones. Era bastante evidente que los bárbaros fueron influenciados por el ejército romano.

#### Glaudius
El gladius fue una espada tradicional romana, ligera y corta, usada para dar una muerte rápida. Un legionario se cubriría a sí mismo con el escudo y extraería su ligera espada y rápidamente apuñalaría a su enemigo en el momento oportuno. Era una espada corta, de no más de 60 centímetros, hecho con una hoja de hierro, con una empuñadura de madera cubierta de bronce o marfil adjuntada a la hoja. El gladius varia en longitud y tamaño respecto al rango de los legionarios romanos, midiendo entre 34,5 y 64 centímetros. El gladius fue ampliamente utilizado para empujar y así tuvo un efecto limitado cuando iba montado a caballo.

#### Pilum
Los soldados romanos iban equipados con el gladius y el pilum, una jabalina que constaba de dos piezas, una larga pieza de hierro rematada en una punta y un asta corta de madera que servía de empuñadura, unidas ambas con remaches de madera o metal. Cargaban con dos pila para lanzárselos al enemigo. Los pila estaban diseñados de forma que al chocar con los escudos se entrerraran profundamente, de manera que no podían extraerse ni cortarse, por ser de hierro la parte superior del asta. De forma que el enemigo, aun saliendo ileso, no pudiese relanzar el pilum.

## Armas en la Edad Media temprana
Las tribus bárbaras de Alemania penetraron en territorio romano. Algunas de estas tribus fueron los ostrogodos, visigodos, vándalos y francos. Tras la muerte de Marco Aurelio, Roma se hizo vulnerable a los ataques desde cualquier dirección. Los hunos, una tribu que supuestamente provienen de las regiones esteparias de Asia central, comenzaron a empujar a otras tribus dentro de los territorios romanos. Los hunos no solo atacaron a otras tribus bárbaras sino que finalmente también atacaron a Roma. Durante este tiempo el tiempo romano estaba dividido entre este y oeste. Los hunos siempre atacaban a caballo puesto que no usaban líneas de infantería. Su arma favorita era el arco compuesto.< 
Flavio Aecio forjó alianzas con visigodos, alanos y vándalos y les proporció armas y armaduras romanas para luchar contra el enemigo común, los hunos. Sus fuerzas afiliadas a las bárbaras derrotaron a los hunos. Posteriormente, las tribus bárbaras, bajo el mando de Alarico I, consumieron a Roma bajo las llamas y marcaron el fin de una gloriosa y antigua civilización.

### Organización militar
Tras la derrota del imperio romano de occidente, el imperio romano de oriente o imperio bizantino held on. Los reinos bárbaros habían establecido su lugar. Comenzó entonces el proceso de reclutamiento y avance. Los guerreros eran muy respetados de acuerdo a la tradición bárbara. Un guerrero valiente eran recompensado normalmente con la asignación de tierras, títulos y otros beneficios. Estos propietarios de tierras llegaron a ser nobles medievales.

## Edad medieval tardía

### Las cruzadas
Los normandos y los bizantinos tuvieron éxito en expulsar a los invasores musulmanes de las islas griegas, el sur de Italia y Sicilia. Aunque estas eran pequeñas operaciones militares de los europeos, en el supuesto de que los musulmanes eran vulnerables, embarcado en una misión para recuperar la Tierra Santa perdido por ellos siglos antes. Sin embargo, una poderosa tribu de la mitad de los asiáticos las estepas, los turcos selyúcidas surgió y empezó a masacrar a los peregrinos cristianos en Siria. En respuesta a estos ataques, los bizantinos se enfrentaron en una batalla contra los turcos selyúcidas, la batalla de Manzikert, donde fueron derrotados. Los bizantinos tener que retirarse todo el ejército de Asia Menor. emperador bizantino Alejo I Comneno, solicitados para la ayuda de los cristianos. Él pidió el Papa Urbano II para ayudar a los bizantinos en la recuperación de sus territorios perdidos. Papa Urbano II convocó a los ejércitos cristianos y los envió a recuperar la Tierra Santa de manos de los musulmanes. No se sabe mucho acerca de las armas que se estaban produciendo en Europa Occidental en el momento de Cruzadas. Pero es evidente que su caballería utiliza lanzas. Los ejércitos europeos también utilizan ballestas en exceso. Se dice que es la mejor arma de infantería conocido usado por los europeos. A finales del siglo XIII, el poder de ballestas aumentó. armas de infantería de los cruzados variar en forma, tamaño y calidad. Aparte de lanzas, espadas y dagas, soldados de infantería estaban equipados con una extraordinaria variedad de polos brazos, que a menudo refleja su lugar de origen. La espada de doble filo fue ampliamente utilizado por los dos caballeros de pie y caballeros montados.
Los ejércitos islámicos también tenían una organización militar sofisticado. Sus ejércitos consistían en la asiática de Turquía mameluco central o la infantería Ghulam. Además, los turcos locales, kurdos, árabes, armenios, persas, también fueron reclutados de todo el Mediterráneo. Sus armas no eran diferentes de los cruzados. Ellos usan dagas, lanzas, arcos y flechas. Sus espadas tenían un diseño diferente. La mayoría de ellos eran curva y se parecía a la de Khopesh. Se les conocía como Cutlass. Musulmanes caballería usa dagas, conocidos como Khanjar para el combate cercano. Estos khanjars eran más como espadas cortas. Irónicamente, sus armaduras eran de mala calidad ya que carecían de hierro. tropas musulmanas también llevaron con ellos todo el año y la cometa en forma de escudos.

### Armas de pólvora
La invención de las armas de pólvora revolucionó la guerra de asedio. La pólvora se dice que ha sido concebido en China. Fue cuando los mongoles, después de invadir China, pasó a dominar a Japón, sus barcos hundidos por un tifón. La mitad de su ejército se ahogó en el mar. Arqueología marina ha revelado que los mongoles llevaban pólvora en macetas de cerámica. Similares, ollas con fusibles Ignited habían recibido disparos de la artillería mecánica contra los defensores japoneses. Incluso las viejas pinturas japonesas muestran los samuráis japoneses defenderse contra las bombas y los cohetes lanzados por los invasores. Algunos historiadores han observado que solo el 14 por ciento de hombres en Europa poseían armas. Más de la mitad de esas armas eran inutilizables durante la Baja Edad Media. Así, la gente en esos días todavía se utilizan espadas. En lo que se refiere a invención de la pólvora, que reemplazó solo catapultas y onagros. El cambio fue lento. La compra de armas de fuego, en aquellos días era un asunto costoso. el costo de un arma era equivalente a dos meses de sueldo por un experto en la materia. Por 1450, los inventores improvisaron la marca de la pistola e introdujeron la pistola de mecha. Aunque los inventores llegaron con la nueva tecnología, el proceso de recarga después de cada disparo era mucho tiempo. En el momento en que estaban volviendo a cargar el arma, la caballería cobraría y aniquilar a toda la unidad del tirador

## Armas del Renacimiento
Las armas medievales todavía estaban en servicio durante el renacimiento. Algunas de las armas medievales que todavía estaban en uso incluyen Guisarme, la alabarda, el macis y el partidario. La alabarda es un arma tradicional utilizado por los suizos. La alabarda fue diseñada intrincadamente. Este tipo de armas tradicionales y consistió de una hoja de hacha equilibrada por un pico, la cabeza del eje generalmente parecería más un punto. Esta arma fue utilizada sobre todo por los soldados de pie contra la caballería. Las alabardas se volvieron obsoletas cuando las picas improvisadas comenzaron a ser producidas en gran número. Mientras tanto, el partidario fue introducido en Inglaterra en el siglo XIV y fue utilizado excesivamente y extensamente en Europa y especialmente en Francia. Originalmente el partidario era una lanza con alas pequeñas añadido debajo de él. Independiente también se conoce como 'Vulgur Polearm'. Aunque la espada seguía siendo el arma más popular durante el [Renacimiento].
La espada sin embargo experimentó muchos cambios durante este tiempo. Se agregaron muchas nuevas piezas y la espada fue diseñada de tal manera que podría proteger las manos de su dueño. Los montantes eran ampliamente utilizados en Europa occidental. Esta espada fue empleada tanto por los ricos y pobres. Los ejércitos durante este período eran generalmente equipados con dos espadas de filo, alabarda, arcabuz, ballestas y ejes improvisados. 
Leonardo Da Vinci viajó a Mantua, residío allí por un tiempo y luego se fue a Venecia. La flota turca era peligro que se avecina sobre la ciudad. Esto le inspiró para llegar a otro invento, algo así como un submarino, un snorkel y traje de buceo para saboteadores bajo el agua. Pero al final el duque de Valentois desechó la idea. Así que él volvió a Florencia. En el año 1502, César Borgia eligió Leonardo Da Vinci como su ingeniero general. Leonardo había bosquejado nuevos dispositivos para la guerra, algo así como proyectil de artillería acentuado, siendo muy parecido a una bomba aérea.

### Armas de asedio
China fue el primer lugar fueron los cañones fueron utilizados para el asedio. Cañones de metal que fueron fabricados y montados en el Gran Muralla China para protegerlo de las hordas de mongoles. Los mongoles aprendieron esta tecnología e hicieron cañones para invadir Corea. En 1593 se utilizaron cañones de manera más efectiva en el cerco de Pionyang. Los guerreros Ming hicieron cañones para combatir a los japoneses. La batalla fue ganada por los guerreros Ming porque los japoneses carecían de cañones o cualquier tipo de armas de pólvora. Durante el sitio de Constantinopla en 1453,  Mohamed el Conquistador, sultán de Turquía, que ordenó al ingeniero húngaro, Urbano para desarrollar las armas más grandes jamás vistos. Una vez que estos enormes cañones - cañones o bombardas - estaban en posición, los muros de Constantinopla cayeron. La introducción de tales bombardas tuvo un profundo efecto en la sociedad europea. Los ingenieros empezaron a diseñar sus paredes teniendo en cuenta el peligro de las paredes podría tener cuando se enfrentan a las bombardas de reciente introducción.

## Recursos externos
- A Brief History of Weapons
- Ancient Bronze Weapons
- Kedipede; Bow and Arrow

- Datos: Q3632460